# Discografia degli Slaughter
La seguente è una discografia comprensiva del gruppo musicale statunitense Slaughter.

## Album

### Album in studio
| Anno | Titolo                                                                                              | Classifiche | Classifiche | Classifiche | Classifiche | Classifiche | Certificazioni                  |
| Anno | Titolo                                                                                              | US          | CAN         | GER         | SWI         | UK          | Certificazioni                  |
| ---- | --------------------------------------------------------------------------------------------------- | ----------- | ----------- | ----------- | ----------- | ----------- | ------------------------------- |
| 1990 | Stick It to Ya - Pubblicato il 27 gennaio 1990 - Etichetta: Chrysalis Records - Formati: CD, LP, MC | 18          | 45          | 58          | 32          | –           | - US: 2× Platino - CAN: Platino |
| 1992 | The Wild Life - Pubblicato il 21 aprile 1992 - Etichetta: Chrysalis Records - Formati: CD, LP, MC   | 8           | 13          | –           | 37          | 64          | - US: Oro - CAN: Oro            |
| 1995 | Fear No Evil - Pubblicato il 2 maggio 1995 - Etichetta: CMC International - Formati: CD, MC         | 182         | –           | –           | –           | –           |                                 |
| 1995 | Revolution - Pubblicato il 20 maggio 1997 - Etichetta: CMC International - Formati: CD, MC          | –           | –           | –           | –           | –           |                                 |
| 1999 | Back to Reality - Pubblicato il 29 giugno 1999 - Etichetta: CMC International - Formati: CD, MC     | –           | –           | –           | –           | –           |                                 |

### Album dal vivo
- Stick It Live (1990)
- Eternal Live (1998)
- Extended Versions (2002)

### Raccolte
- Mass Slaughter: The Best of Slaughter (1995)
- Then and Now (2002)
- The Best of Slaughter (2006)

## Singoli
| Anno | Singolo           | Classifiche | Classifiche   | Classifiche | Album di provenienza                           |
| Anno | Singolo           | US          | US Main. Rock | UK          | Album di provenienza                           |
| ---- | ----------------- | ----------- | ------------- | ----------- | ---------------------------------------------- |
| 1990 | Up All Night      | 27          | 21            | 62          | Stick It to Ya                                 |
| 1990 | Fly to the Angels | 19          | 15            | 55          | Stick It to Ya                                 |
| 1990 | Spend My Life     | 39          | 28            | –           | Stick It to Ya                                 |
| 1991 | Mad About You     | –           | 37            | –           | Stick It to Ya                                 |
| 1991 | Shout It Out      | –           | 40            | –           | Bill & Ted's Bogus Journey Original Soundtrack |
| 1992 | Real Love         | 69          | 24            | –           | The Wild Life                                  |
| 1992 | The Wild Life     | –           | 28            | –           | The Wild Life                                  |
| 1993 | Days Gone By      | –           | –             | –           | The Wild Life                                  |
| 1995 | Searchin'         | –           | –             | –           | Fear No Evil                                   |

## Album video
- Tour Pack (1991) - VHS
- From the Beginning (1991) - VHS - Oro (RIAA)[6]
- The Wild Life (1992) - VHS - Oro (RIAA)[6]
- Then and Now (2004) - DVD
- Live at the Hard Rock Cafe (2007) - DVD